# 第五次加奧戰鬥
第五次加奧戰鬥（5th battle of Gao）是發生於2013年3月24日，在馬利加奧所進行的戰鬥，最終由馬利與法國的聯軍取勝。